# Fernando Sucre
Fernando Sucre è un personaggio della serie TV Prison Break, interpretato dall'attore portoricano Amaury Nolasco. È il compagno di cella di Michael Scofield a Fox River. Inoltre è uno dei pochi personaggi (gli altri sono Scofield e T-Bag) ad essere riuscito ad evadere dai penitenziari di Fox River e Sona.

## Storia
Di origini portoricane, Sucre è nato e cresciuto a Chicago, nell'Illinois, dove fin da ragazzo ha avuto vari problemi con la giustizia. Per questo motivo, sua madre lo spedisce a casa di suo zio a New York, dove trova un lavoro stabile, seppur poco remunerativo, e conosce Maricruz Delgado, della quale si innamora.
Proprio per amore di Maricruz, alla quale vuole regalare un anello di fidanzamento, Sucre fa un tentativo di rapina in un negozio, ma - denunciato dal suo stesso cugino Hector, anche lui interessato a Maricruz - viene arrestato e trasferito a Fox River, dove, ben presto, riesce a guadagnarsi il rispetto delle guardie e degli altri detenuti.

### Prima stagione
Sucre è il compagno di cella di Michael. Per questo motivo, è importante che lui partecipi al piano di evasione. Ma l'uomo non vuole entrare a far parte del piano e chiede di essere trasferito in un'altra cella. Ma ben presto, Maricruz - spinta da Hector - comincia a mostrare qualche perplessità sul loro rapporto. Lo stesso Hector va a trovare Sucre e gli rivela che Maricruz sta con lui e che deve dimenticarla. Preso dalla rabbia e dalla vendetta, l'uomo chiede allora a Michael di farlo rientrare nel piano di evasione.
Sucre facilita l'evoluzione del piano in varie occasioni grazie alle sue conoscenze all'interno del penitenziario. Talvolta propone delle idee risolutive che salvano il piano. Nell'episodio L'ustione, per esempio, grazie a suo cugino Manche Sanchez, che lavora nella lavanderia, riuscirà a procurare a Michael una divisa da guardia così da permettergli di attraversare il cortile per recarsi nella sezione psichiatrica della prigione e studiarne i sotterranei. In Crollo psicologico, con Michael in isolamento, è Sucre a preoccuparsi di raggiungere (attraverso la sua cella) la stanza-ristoro delle guardie per cementare il buco, sapendo a priori che l'unico modo per rientrare poi è facendosi beccare (ma riuscirà a inventare una scusa abbastanza credibile: chiede a Theodore "T-Bag" Bagwell di rubare a un altro detenuto degli slip da donna che Sucre dirà essere un regalo della sua fidanzata). Nonostante ciò, anche lui verrà punito e messo in isolamento, mentre Michael verrà trasferito nella sezione psichiatrica. E di nuovo i due useranno Manche per informarsi l'uno del "buco" sul suo tatuaggio e l'altro sul "buco" nella stanza-ristoro. Una volta usciti dall'isolamento e dalla sezione psichiatrica, Sucre e Michael si abbracceranno amichevolmente.
Durante la fuga, Sucre, come gli altri fuggitivi, rimane pietrificato quando John Abruzzi taglia di netto con un'ascia la mano di T-Bag ed è l'unico a preoccuparsi dello stato di quest'ultimo e a chiedersi se sia il caso di abbandonarlo.

### Seconda stagione
Il mattino dopo, quando Sucre, Michael, Lincoln Burrows, Benjamin Miles "C-Note" Franklin e John Abruzzi si imbatteranno in un cacciatore, quest'ultimo prenderà in ostaggio sua figlia e punterà la pistola su Sucre per costringerlo a togliere il fucile all'uomo. Durante il viaggio verso Oswego, Fernando rivela che deve assolutamente rintracciare Maricruz. Abruzzi allora gli risponde che il suo amore al momento è un punto debole e che quelli che lo stanno cercando lo sanno.
Ma Sucre è determinato a raggiungere la sua amata e impedirle di sposare Hector. Così attraversa il paese da est a ovest per ritrovarla. Da Defiance (Ohio) - dove l'uomo ha rubato un'auto e, fermato da una pattuglia a Latrobe (Pennsylvania), ha rischiato di essere arrestato - raggiungerà Bedford-Stuyvesant (Brooklyn, New York) per incontrare un suo cugino Petey che gli rivela che la donna si sposerà due giorni dopo con Hector a Las Vegas. Quindi, dopo essersi fatto prestare una moto, si mette in viaggio per raggiungere la città. Giunto nella cappella dove Maricruz sta per sposarsi, l'uomo non troverà lei, ma Hector, che avverte la polizia. A quel punto Sucre fugge e decide di andare nello Utah per cercare il denaro di Charles Westmoreland. Strada facendo, incontra C-Note, il quale è in possesso di una mappa per trovare il punto esatto dove cercare i soldi.
Così, negli episodi Suddivisione e Fantasmi del passato, i due si riuniranno a Michael, Lincoln, T-Bag e David "Tweener" Apolskis. Mentre scavano nella cantina di una casa (costruita dove una volta sorgeva il Doube K-Ranch e dove i fuggitivi hanno preso in ostaggio i proprietari), Michael dice a Sucre di un sito internet - europeangoldfinch.net - dove può lasciargli dei messaggi in caso di aiuto. Quando il gruppo finalmente trova il denaro, Sucre punta una pistola contro gli altri e intima loro di consegnargli il sacco con la refurtiva. Ma è tutta una messinscena: in Caduta mortale, scopriamo che l'uomo si era accordato con Michael. (Peccato che a loro volta siano stati truffati da T-Bag, che è in possesso del denaro ed è in viaggio alla ricerca di Susan Hollander). Ancora scioccati dalla scoperta, i due sono costretti di nuovo a darsela a gambe quando sentono le sirene della polizia. Durante la fuga, però, attraversando un fiume, Sucre rimane incastrato sotto un tronco. L'intervento di Michael - che lega il tronco alla moto con una corda - lo salverà da morte certa. Più tardi, Sucre richiama Petey e questi gli dice che Maricruz non ha sposato Hector e lo ha abbandonato. Colmo di gioia, dice a Michael che non andrà a Panama con lui e parte di nuovo alla ricerca della donna. In realtà, l'uomo va verso un'altra delusione: nell'episodio seguente Minuti contati, infatti, non riesce a parlare con Maricruz e scopre che questa sta partendo per il Messico. A questo punto, decide di accettare la proposta di Michael e lo raggiunge nella fantomatica "Bolshoi Booze", appena in tempo per salvare l'amico alle prese con dei trafficanti messicani.
Poco più tardi, i due vengono raggiunti da Lincoln e Aldo Burrows. L'incontro di questi con Michael avviene non senza problemi sotto lo sguardo preoccupato di Sucre e viene ben presto interrotto da Alexander Mahone, il quale - a colpi di pistola - obbligherà i quattro uomini a fuggire. Nella sparatoria, il padre di Lincoln e Michael viene ferito a morte e Sucre assiste impotente al dolore degli amici. Finalmente i tre uomini raggiungono la pista di atterraggio dove l'aereo che li porterà a Panamá è in attesa. Ma i due fratelli decidono di rimanere per fare chiarezza sul caso "Terrence Steadman". Sucre comprende benissimo la situazione, augura buona fortuna ai due e parte da solo. In pieno volo, però, l'aereo - che sta sorvolando il Messico - viene raggiunto dalle pattuglie di frontiera che cerca di obbligarli ad atterrare. Sucre e il pilota sono dunque costretti a lanciarsi con il paracadute. Il pilota muore nell'atterraggio mentre Fernando riprende la sua ricerca di Maricruz a piedi.
Giunto su una strada principale, Fernando prende un autobus che si sta recando all'aeroporto di Ixtapa. Durante il viaggio, fa amicizia con un vecchio messicano. L'uomo lo aiuterà e lo ospiterà nella sua casa quando Sucre viene obbligato a lasciare l'autobus perché sprovvisto di biglietto. Durante la notte Fernando ruba l'auto all'uomo, ma viene fermato dalla polizia. Il vecchio, nonostante sia stato derubato, salverà Sucre dalla situazione. Non solo: gli lascia la sua auto e gli dà dei soldi per fare benzina. Ma durante il tragitto l'auto va in panne e Fernando è costretto ad abbandonarla.
Ben presto, un'auto dà un passaggio all'uomo, ma scopre che il guidatore è un agente di sicurezza proprio all'aeroporto di Ixtapa e ha l'ordine di fare attenzione ai viaggiatori perché deve intercettare un fuggitivo americano. Giunti sul posto, Sucre si allontana rapidamente proprio quando l'agente lo riconosce da una foto che gli viene mostrata da un suo collega. Nonostante sia inseguito, Fernando riesce a raggiunger il terminal degli arrivi dove ritrova la sua Maricruz. Dopo qualche bacio veloce, i due si dirigono all'esterno e saltano su un taxi. Finalmente raggiungono la casa della zia di Sucre, in aperta campagna, ma la felicità dura molto poco: poco più tardi, Brad Bellick (che sta aiutando Mahone nella caccia all'uomo) si introfula nell'abitazione e prende Sucre. Ma questi, pur di non tornare in prigione, gli rivela di sapere dove sono i soldi di Westmoreland (durante un servizio televisivo, aveva visto che T-Bag aveva perso i soldi proprio all'aeroporto messicano).
Arrivati all'aeroporto, però, i due non riescono a prendere T-Bag per un pelo. Sucre a quel punto vuole rinunciare, ma Bellick lo obbliga ad aiutarlo dicendogli di aver rinchiuso Maricruz in un pozzo dove potrebbe morire dopo pochi giorni. Dopo varie ricerche, i due vengono a sapere che T-Bag è diretto a Panama. Qui Sucre ritrova Michael e con il suo aiuto cerca di rintracciare Bagwell. Ma questi, d'accordo con la Compagnia che gli ha chiesto di fare da esca per prendere Michael, uccide una prostituta e fugge, per farne ricadere la colpa su Scofield. Durante la fuga, Bellick viene ferito dalla polizia e accusato dell'omicidio della donna, mentre Sucre viene ferito con un cacciavite al petto da T-Bag (mentre Michael inseguirà T-Bag e lo farà arrestare). Portato in ospedale, Sucre lo abbandona contro il parere del medico per tornare all'abitazione di sua zia e salvare Maricruz. In strada, incontrerà un'auto della polizia dove è rinchiuso Bellick e questi gli urla di farlo uscire di prigione se vuole rivedere la sua ragazza viva. Disperato e indebolito dalla ferita, alla fine della seconda stagione, Sucre sarà l'unico degli Otto di Fox River (insieme a Lincoln) ad essere ancora libero.

### Terza stagione
All'inizio della terza stagione, ritroviamo Sucre ancora intento nella sua ricerca di Maricruz. Si reca quindi al Penitenziario di Sona, dove è rinchiuso Bellick, per obbligarlo a parlare. Ma questi gli rivela che non aveva mai rapito Maricruz ed era tutta un'invenzione per obbligarlo ad aiutarlo. Così, Sucre telefona a Maricruz e scopre che la donna è sana e salva a Chicago. Ma l'uomo rimarrà a Panama fin quando non sarà sicuro di poter rientrare negli Stati Uniti. Così, si mette alla ricerca di un lavoro per poter spedire dei soldi alla donna. Ma, non riuscendo nell'intento, va ad ubriacarsi per essere raccolto mezzo svenuto sul marciapiede da Lincoln. Questi gli rivela ben presto che Sara Tancredi - della quale Michael è innamorato - è stata decapitata. Sucre decide allora di aiutare i due fratelli nell'evasione di Scofield da Sona. Così si sostituisce al "becchino" del penitenziario, cosa che gli permette di versare un liquido corrosivo sulla recinzione elettrificata della prigione. Nel frattempo, viene avvicinato dal cugino di Norman "Lechero" St. John, Augusto, che gli chiede di far entrare un pacchetto nella prigione per Lechero (e per la cui "consegna" viene pagato 5.000 dollari). Poi aiuta Lincoln ad incastrare Gretchen Morgan per liberare L.J. Burrows, ancora in mano alla Compagnia, ma non vi riesce. Allora cercano di ingannarla facendole credere che Sucre ha dei problemi con il carattere di Lincoln e che per soldi è pronto a tradirlo.
Alla fine della terza stagione, mentre Michael è sempre più vicino ad evadere, Sucre viene fermato dagli ufficiali di guardia della prigione perché la persona della quale ha preso il nome è ricercato e viene per questo tenuto in guardina. Nel frattempo, T-Bag viene fermato mentre era intento ad evadere con Scofield. Le guardie lo torturano per scoprire dove sia diretto Michael, ma l'uomo non ne è a conoscenza. Quando vede Sucre, dice agli ufficiali che lui è amico di Scofield e che sicuramente sa tutto. Anche lui viene torturato e viene obbligato a chiamare Michael al telefono ma non lo tradisce. Per questo motivo verrà rinchiuso nel penitenziario.

### Quarta stagione
Fernando Sucre collabora in un team formato da Bellick, Mahone, Michael, Lincoln, Sara, Roland Glenn e l'agente Donald Self. L'obiettivo è quello di raccogliere Scylla, il "libro nero" della compagnia, per distruggere l'organizzazione. Dopo il tradimento dell'agente Donald Self, decide di tornare da Maricruz. In seguito però verrà contattato da C-Note a Chicago il quale, avendo perso la protezione testimoni per la sparizione di Mahone, vuole portare i Lincoln e Michael da Paul Kellerman. L'ex agente dei servizi segreti ha cambiato vita e organizzerà un incontro con un emissario delle Nazioni Unite, al fine di consegnare Scylla a chi può distruggere la compagnia. In seguito, a Sucre e agli altri membri del gruppo sarà concessa l'immunità per i crimini commessi in passato e la possibilità di iniziare una nuova vita. Sucre è fra i presenti del matrimonio Michael e Sara che si celebra di lì a poco, prima della morte di Michael. Sul finale vediamo Sara recarsi a visitare la tomba del marito assieme al figlio, chiamato anche lui Michael, ed a Lincoln, Mahone e Sucre, quattro anni dopo gli eventi precedentemente narrati.

### The Final Break
Sucre aiuta Michael nel piano di evasione di Sara, che è stata rinchiusa in prigione per aver ucciso la madre di Michael. Nonostante Scofield dica a Sucre che se vuole può tornare da Maricruz e che non è obbligato ad aiutarli, Sucre rimane fedele ai fratelli e da una mano nel far scappare Sara Tancredi.

## Il rapporto con Michael
Se Lincoln Burrows non fosse stato incarcerato a Fox River, Sucre e Michael non si sarebbero mai incontrati. Come si evince, infatti, dall'episodio Amore fraterno, i due hanno sempre seguito strade diverse nella loro vita e non hanno mai frequentato gli stessi ambienti. Sucre era un piccolo ladro dei quartieri popolari, mentre Michael era ingegnere in un'importante azienda edile. Ma i due hanno comunque un punto in comune: sono tutti e due sfortunati nelle relazioni d'amore. Basta vedere l'episodio Minuti contati, in cui viene mostrato molto chiaramente questo parallelismo, in quanto nessuno dei due riesce a comunicare con la donna che ama.
Sucre ha mostrato molto presto la sua lealtà verso Michael. Per esempio nell'episodio Il compagno di cella, in cui l'uomo viene messo alla prova da Scofield (questi gli fa credere di avere un cellulare e Lincoln dirà a Bellick che è di Sucre). E nonostante non sappia se fidarsi o meno di lui, Fernando non lo tradisce. In Caduta mortale, Sucre minaccerà C-Note, T- Bag e Michael per impossessarsi del denaro di Charles Westmoreland, ma si scoprirà che in realtà non ha tradito Michael: era tutta una messinscena per dividere il bottino con lui. In seguito, Michael dimostrerà la sua amicizia nel salvarlo da morte sicura (Sucre cade in un fiume e un tronco gli blocca le gambe e gli impedisce di liberarsi), mentre in Tortura sarà Sucre a salvare Scofield dalla minaccia a morte di alcuni trafficanti.
Sucre, che all'inizio non era altro che una pedina nel piano di Michael, è una di quelle persone che Scofield accetta di far entrare nella sua cerchia di amici senza esitazione. Per questo motivo solo a lui dirà di contattarlo su un sito internet (europeangoldfinch.net) o di raggiungerlo a "Bolshoi Booze" se avesse bisogno di aiuto. E solo Michael chiede informazioni sulla sua vita privata (Maricruz). Fra tutti i detenuti, a parte Lincoln, Sucre è l'unico del quale Scofield si fida (una grande prova è proprio la suddivisione del bottino di D.B.Cooper, che Michael accetta di fare solo con lui). Naturalmente la fiducia è reciproca. Così vediamo che solo Sucre chiederà a Michael dei suoi sentimenti nei confronti di Sara. E non crederà a C-Note quando vorrà metterlo contro Michael dicendogli che la sola cosa che interessa a quest'ultimo è salvare suo fratello. E si sentirà tradito quando scoprirà che Michael ha una moglie (Nika Volek), cosa che Scofiled non ha mai condiviso con lui.
Nella terza stagione, Sucre sembra sempre più simile a Michael e - esattamente come farebbe quest'ultimo - mette davanti alle sue priorità (Maricruz, la ricerca di un lavoro, trasferirsi in Colombia) le esigenze e il bisogno d'aiuto del suo amico (soprattutto quando viene a sapere della morte di Sara per mano della Compagnia). E fino alla fine si dimostrerà un amico fidato, quando - nonostante venga torturato e rischi di essere ucciso o rinchiuso a Sona - non tradisce Michael rivelando agli ufficiali del penitenziario dove si trova Scofield.